# Lies for the Liars
Lies for the Liars ("Mentiras Para Los mentirosos") es el tercer álbum por la banda alternativa The Used. Lanzado el 22 de mayo de 2007 por Reprise Records, discográfica que ha firmado todos los trabajos de la banda hasta la fecha. 

## Información del álbum
Aunque el álbum estándar solo trae 11 canciones, otras canciones han sido lanzadas en otras versiones. En total la banda ha indicado que han grabado 19 de las 40 canciones que fueron escritas para el disco, pero algunos miembros han dicho que en realidad han grabado 20 canciones. Estas canciones no fueron lanzadas en el disco, pero fueron lanzadas como bonus track o como b-lado en los individuales.

### Batería
Este es el primer disco de la banda sin Branden Steineckert,  batería original y fundador de The Used. En este álbum, la  batería la ocupa Dan Whitesides en los videos y en vivo. Pero en estudio la ocupa Dean Butterworth; miembro actual de Good Charlotte.

## Edición especial
La versión especial del álbum contiene un pequeño DVD, la portada un poco diferente, una cubierta especial y un libro con 24 páginas con fotos de la banda y "Chadam". La cubierta tiene la forma de un libro y las páginas del libro hacen parecer que tienen fotos de la banda, algunos dibujos y las letras de las canciones. El DVD dura 20 minutos y contiene el making-off del disco. 

## Sencillos
- "The Bird and the Worm" - 20 de marzo de 2007
- "Liar Liar (Burn in Hell)" - 1 de junio de 2007
- "Pretty Handsome Awkward" - 10 de septiembre de 2007
- "Paralyzed" - 12 de abril de 2007

## Listado de canciones
```

```

Todas las canciones escritas y compuestas por The Used. 
| N.º | Título                     | Duración |  |
| 1.  | «The Ripper»               | 2:56     |  |
| 2.  | «Pretty Handsome Awkward»  | 3:32     |  |
| 3.  | «The Bird and the Worm»    | 3:46     |  |
| 4.  | «Earthquake»               | 3:29     |  |
| 5.  | «Hospital»                 | 2:57     |  |
| 6.  | «Paralyzed»                | 3:13     |  |
| 7.  | «With Me Tonight»          | 3:06     |  |
| 8.  | «Wake the Dead»            | 4:14     |  |
| 9.  | «Find a Way»               | 3:23     |  |
| 10. | «Liar Liar (Burn in Hell)» | 2:52     |  |
| 11. | «Smother Me»               | 6:17     |  |

- Smother Me dura 4:20 existe un silencio de casi 2 minutos y empieza "Queso"

### B-Sides
| B-sides Also found on Shallow Believer |                        |          |  |
| N.º                                    | Título                 | Duración |  |
| 1.                                     | «Dark Days»            | 3:49     |  |
| 2.                                     | «Devil Beside You»     | 3:45     |  |
| 3.                                     | «Slit Your Own Throat» | 3:04     |  |

### Pistas adicionales
Estas son canciones extraídas del disco en vivo Maybe Memories: 
- Maybe Memories (Live)
- Box full of sharp objects(en vivo)
- On my own (en vivo)

### Contenido del DVD
1. Making of "Lies for the Liars" - 19:23

B-sides no lanzados
1. Be My Valentine
2. Rachel
3. Shoother me (Demo)

- Be My Valentine y Rachel fueron grabadas junto con el disco.
- En el MySpace de la banda se lanzó un demo de "Shother me" en 2006.

## Créditos
The Used
- Bert McCracken - voces, teclados, sintetizador, piano.
- Quinn Allman - guitarras, coros.
- Jeph Howard - bajo, coros.

Miembros adicionales
- Matt Appleton - órgano, teclados, trompa.
- Dean Butterworth - batería, percusión, coros.
- John Feldmann - teclados, programación, percusión, coros.
- Arin Older - voces
- Joe Manganiello - voces
- Danny Feinberg - voces
- Ashley Grobmeyer - voces (track 8)
- Monique Powell - voces (track 8 y 11)
- Julian Feldmann - voces (track 9)

- Datos: Q2296088